# トヨタ・プリンセス・カップ
この記事は、1990年から2002年まで、毎年9月に東京・有明コロシアムで行われていた女子テニストーナメントに関するものである。
1990年から1996年まで、この大会は「ニチレイ・レディース」（Nichirei Ladies）という名称であった。1997年にスポンサーが変更され、大会名称も「トヨタ・プリンセス・カップ」（Toyota Princess Cup）となったが、2002年の第13回大会を最後に開催中止となった。本記事の名称は、最後の名前となった「トヨタ・プリンセス・カップ」を使用する。
国際テニス連盟（ITF）では、各年度ごとのトーナメント情報リンクが用意されており、これでシングルス・ダブルスの詳細な経過を調べられる。シングルスの歴代優勝者一覧表に「出典」欄を用意したが、ダブルスもここで調べられる。

## 歴代優勝者

### シングルス
| 回                         | 決勝年月日    | 優勝者                           | 準優勝者                         | 試合結果      | 出典 |
| -------------------------- | ------------- | -------------------------------- | -------------------------------- | ------------- | ---- |
| 東京電通大会               |               |                                  |                                  |               |      |
| 1                          | 1990年9月30日 | メアリー・ジョー・フェルナンデス | エミー・フレージャー             | 3-6, 6-2, 6-3 |      |
| ニチレイ・レディース       |               |                                  |                                  |               |      |
| 2                          | 1991年9月22日 | モニカ・セレシュ                 | メアリー・ジョー・フェルナンデス | 6-1, 6-1      |      |
| 3                          | 1992年9月27日 | モニカ・セレシュ                 | ガブリエラ・サバティーニ         | 6-2, 6-0      |      |
| 4                          | 1993年9月26日 | アマンダ・クッツァー             | 伊達公子                         | 6-3, 6-2      |      |
| 5                          | 1994年9月25日 | アランチャ・サンチェス・ビカリオ | エミー・フレージャー             | 6-1, 6-2      |      |
| 6                          | 1995年9月24日 | マリー・ピエルス                 | アランチャ・サンチェス・ビカリオ | 6-3, 6-3      |      |
| 7                          | 1996年9月22日 | モニカ・セレシュ                 | アランチャ・サンチェス・ビカリオ | 6-1, 6-4      |      |
| トヨタ・プリンセス・カップ |               |                                  |                                  |               |      |
| 8                          | 1997年9月21日 | モニカ・セレシュ                 | アランチャ・サンチェス・ビカリオ | 6-1, 3-6, 7-6 |      |
| 9                          | 1998年9月27日 | モニカ・セレシュ                 | アランチャ・サンチェス・ビカリオ | 4-6, 6-3, 6-4 |      |
| 10                         | 1999年9月26日 | リンゼイ・ダベンポート           | モニカ・セレシュ                 | 7-5, 7-6      |      |
| 11                         | 2000年10月8日 | セリーナ・ウィリアムズ           | ジュリー・アラール＝デキュジス   | 7-5, 6-1      |      |
| 12                         | 2001年9月23日 | エレナ・ドキッチ                 | アランチャ・サンチェス・ビカリオ | 6-4, 6-2      |      |
| 13                         | 2002年9月22日 | セリーナ・ウィリアムズ           | キム・クライシュテルス           | 2-6, 6-3, 6-3 |      |

### ダブルス
| 回                         | 決勝年月日    | 優勝者                                                      | 準優勝者                                                          | 試合結果      |
| -------------------------- | ------------- | ----------------------------------------------------------- | ----------------------------------------------------------------- | ------------- |
| 東京電通大会               |               |                                                             |                                                                   |               |
| 1                          | 1990年9月30日 | メアリー・ジョー・フェルナンデス ロビン・ホワイト           | マルチナ・ナブラチロワ ジジ・フェルナンデス                       | 4-6, 6-3, 7-6 |
| ニチレイ・レディース       |               |                                                             |                                                                   |               |
| 2                          | 1991年9月22日 | メアリー・ジョー・フェルナンデス パム・シュライバー         | キャリー・カニンガム ローラ・アラヤ                               | 6-3, 6-3      |
| 3                          | 1992年9月27日 | メアリー・ジョー・フェルナンデス ロビン・ホワイト           | 宮城ナナ ヤユク・バスキ                                           | 6-4, 6-4      |
| 4                          | 1993年9月26日 | リサ・レイモンド チャンダ・ルビン                           | アマンダ・クッツァー リンダ・ワイルド                             | 6-4, 6-1      |
| 5                          | 1994年9月25日 | アランチャ・サンチェス・ビカリオ ジュリー・アラール         | エミー・フレージャー 平木理化                                     | 6-1, 0-6, 6-1 |
| 6                          | 1995年9月24日 | メアリー・ジョー・フェルナンデス リンゼイ・ダベンポート     | アマンダ・クッツァー リンダ・ワイルド                             | 6-3, 6-2      |
| 7                          | 1996年9月22日 | アマンダ・クッツァー マリー・ピエルス                       | 朴晟希 王思婷                                                     | 6-1, 7-6      |
| トヨタ・プリンセス・カップ |               |                                                             |                                                                   |               |
| 8                          | 1997年9月21日 | モニカ・セレシュ 杉山愛                                     | ジュリー・アラール＝デキュジス チャンダ・ルビン                   | 6-1, 6-0      |
| 9                          | 1998年9月27日 | モニカ・セレシュ アンナ・クルニコワ                         | アランチャ・サンチェス・ビカリオ メアリー・ジョー・フェルナンデス | 6-4, 6-4      |
| 10                         | 1999年9月26日 | コンチタ・マルティネス パトリシア・タラビーニ               | アマンダ・クッツァー エレナ・ドキッチ                             | 6-7, 6-4, 6-2 |
| 11                         | 2000年10月8日 | ジュリー・アラール＝デキュジス 杉山愛                       | 宮城ナナ パオラ・スアレス                                         | 6-0, 6-2      |
| 12                         | 2001年9月23日 | リーゼル・フーバー カーラ・ブラック                         | 杉山愛 キム・クライシュテルス                                     | 6-1, 6-3      |
| 13                         | 2002年9月22日 | アランチャ・サンチェス・ビカリオ スベトラーナ・クズネツォワ | ペトラ・マンデュラ パトリシア・ワーツシュ                         | 6-2, 6-4      |